# Criminal: Germania
Criminal: Germania (Criminal: Germany) è una miniserie televisiva tedesca creata da Kay Smith e Jim Field Smith ed interpretata da Eva Meckbach, Sylvester Groth, Florence Kasumba, Christian Kuchenbuch, Jonathan Berlin, Peter Kurth, Christian Berkel, Deniz Arora, Nina Hoss.
Criminal: Germania è una parte della serie antologica Criminal, composta da 12 episodi; le altre parti, sempre di 3 episodi, sono ambientate in Spagna, Regno Unito e Francia.
La serie è stata distribuita a livello globale su Netflix il 20 settembre 2019.

## Personaggi e interpreti
- Eva Meckbach
- Sylvester Groth
- Florence Kasumba
- Christian Kuchenbuch
- Jonathan Berlin
- Peter Kurth
- Christian Berkel
- Deniz Arora
- Nina Hoss

## Episodi
| n° | Titolo  | Pubblicazione Germania | Pubblicazione Italia |
| -- | ------- | ---------------------- | -------------------- |
| 1  | Jochen  | 20 settembre 2019      | 20 settembre 2019    |
| 2  | Yilmaz  | 20 settembre 2019      | 20 settembre 2019    |
| 3  | Claudia | 20 settembre 2019      | 20 settembre 2019    |